# سمير عبد اللطيف الشيخ
سميرعبد اللطيف الشيخ (1968-2023) هو صيدلاني فلسطيني، مواليد مدينة غزة. شغل منصب مدير عام ومؤسس مجموعة صيدليات الدولي، التي أسسها برفقة الدكتور الصيدلاني محمد الشامي عام 1999، حصل على شهادة ماجستير العلوم الصيدلانية من جامعة برلين في ألمانيا عام 1996.
استشهد كل من محمد الشامي وسمير الشيخ، مؤسسي صيدليات الدولي في قطاع غزة، خلال حرب الإبادة على القطاع، نتيجة استهدافات مباشرة من قناصة ارتقيا على إثرها، ومن الجدير بالذكر أنه تم تدمير الفروع الثلاثة لصيدليات الدولي بالإضافة إلى المخازن الخاصة بها خلال الأشهر الأولى من الحرب الفلسطينية الاسرائيلية 2023.